# Ortiga
Ortiga ist eine Gemeinde (Freguesia) im portugiesischen Kreis Mação. In ihr leben 534 Einwohner (Stand 19. April 2021).
Reste einer römischen Villa südlich des Ortes.

## Siehe auch

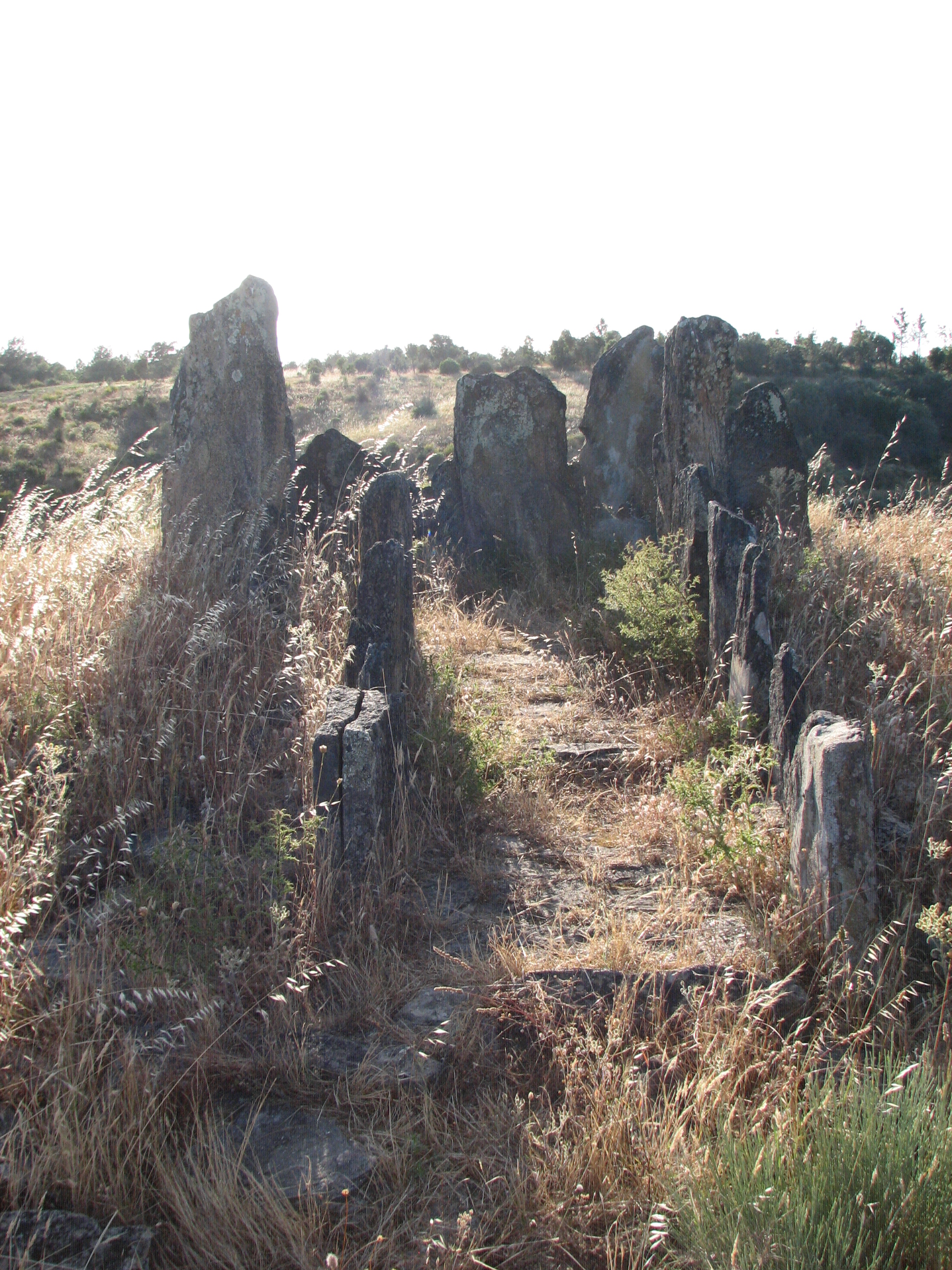
Anta da Foz do Rio Frio